# Salvatore Ingoglia
Salvatore Ingoglia né à Charleroi le 	23 juillet 1958 est un acteur italien.

## Filmographie partielle

### Cinéma
- 1985 : Les Spécialistes de Patrice Leconte
- 1986 : Le bonheur a encore frappé de Jean-Luc Trotignon
- 1986 : Nuit d'ivresse de Bernard Nauer
- 1987 : Carnaval de Ronny Coutteure
- 1987 : Funny Boy de Christian Le Hémonet
- 1994 : Grosse Fatigue de Michel Blanc
- 1998 : La Mort du Chinois de Jean-Louis Benoît
- 1999 : Toni de Philomène Esposito
- 2002 : Femme fatale de Brian De Palma
- 2003 : Après la pluie, le beau temps de Nathalie Schmidt
- 2010 : La Rafle de Roselyne Bosch
- 2012 : Dépression et des potes de Arnaud Lemort

### Télévision
- 1988 : Les Amies de Miami (série TV)
- 1992 : Les Taupes-niveaux de Jean-Luc Trotignon
- 1996 : Julie Lescaut, épisode 2 saison 5, Crédit Revolver de Josée Dayan : automobiliste[1]
- 2000 : Les Ritaliens de Philomène Esposito
- 2005 : Les Courriers de la mort de Philomène Esposito
- 2012 : Yann Piat, chronique d'un assassinat d'Antoine de Caunes
- 2020 - 2021 : Plus belle la vie (saison 17) : Jean-Luc Deschamps
- 2021 : Scènes de ménages : Salvatore, le pizzaïolo ami de Philippe
- 2023 : Sous contrôle : Frederico, le ministre italien

## Doublage
- 1995 : Le Petit Dinosaure : La Source miraculeuse : Pétrie
- 2011 : Cars 2 : Francesco Bernoulli
- 2013 : Disney Infinity : Francesco Bernoulli
- 2014 : M. Peabody et Sherman : Les Voyages dans le temps : Léonard de Vinci
- 2023 : L'Exorciste du Vatican : ? ( ? )
- 2023 : Napoléon : le pape Pie VII (Robin Soans)
- 2024 : Immaculée : Cardinal Franco Merola (Giorgio Colangeli)

## Théâtre
- Grosse Chaleur : pièce écrite et mise en scène par Marie-Françoise Egret au théâtre de l'épouvantail à Paris.
- 2002 : Émilie Jolie : Lapin Bleu, Le hérisson